# Ga Chu Lễ
Ga Chu Lễ là một nhà ga xe lửa tại xã Hương Thủy, huyện Hương Khê, tỉnh Hà Tĩnh. Nhà ga là một điểm trên tuyến đường sắt Bắc Nam tiếp nối sau ga Thanh Luyện và trước ga Hương Phố. Lý trình ga: Km 380 + 620.